# Henri Poswick
Pour les autres membres de la famille, voir Famille Poswick.
Henri Poswick, né le 21 janvier 1808 à Maastricht et mort le 3 juin 1874 à Liège, est un militaire belge.

## Biographie
Henri-Hippolyte Poswick, né à Maastricht le 21 juillet 1808, général-major pensionné, commandeur de l'Ordre de Léopold, décoré de la croix commémorative, décédé à Liège le 3 juin 1874.
Le général Poswick servit dans l'armée des Pays-Bas comme cadet à l'école militaire de Breda de 1828 à 1830.
En 1831, il entra dans l'armée belge comme sous-lieutenant du génie, fut adjoint en cette qualité au commandant du génie de l'armée de la Meuse, puis au commandant du génie à Anvers et, devint lieutenant en septembre 1831.
Le 21 février 1835, il fut nommé capitaine en second, puis capitaine en premier le 30 juillet 1837.
Successivement commandant du génie à Ostende et à Anvers, il fut nommé major en 1845, lieutenant-colonel en 1850 et colonel en 1857. 
Membre du comité consultatif permanent du génie en mai 1859, et directeur des fortifications dans la 3e division territoriale en août 1861, Poswick fut élevé au grade de général-major en juin 1866.
Il commanda la province de Liège, lorsqu'en décembre 1870, il admis à la pension de retraité.
En 1857, il avait reçu la médaille d'or pour avoir fait preuve de dévouement et de courage lors de l'écroulement de l'entrepôt d'Anvers.
[Annuaire de l'Armée Belge, 1875 - nécrologie, page 364 - Juin]
Cadet du génie à l'académie militaire de Bréda au moment de la révolution belge, il donna sa démission le 20 novembre 1830 pour prendre son service en Belgique.
Sous-lieutenant du génie le 16 janvier 1831 et lieutenant au mois de septembre de la même année, il passa successivement tous les grades et atteignit celui de colonel en 1857.
Nommé membre du Comité consultatif permanent du Génie en 1859 et considéré comme l'un des meilleurs ingénieurs militaires de Belgique, il fut chargé par le gouvernement de la direction des travaux de fortification d'Anvers.
Il fut promu général-major et commandant militaire de la province de Hainaut en 1866. Il fut par la suite transféré au commandement de la province de Liège.